# L'ultimo ultras
L'ultimo ultras è un film del 2009, diretto da Stefano Calvagna.

## Trama
Luca Vanni, dopo avere accoltellato a morte un tifoso avversario durante una trasferta a Milano, si rifugia in un appartamento a Torri del Benaco, dove trascorre una vita solitaria durante la settimana con il falso nome di Giovanni Sirani, mantenendosi con le scommesse sportive, e frequentando saltuariamente Lucrezia, una prostituta. Ogni domenica, si reca alla partita del Bardo, la squadra locale, posizionandosi sempre tra i tifosi ospiti, seguitando a partecipare agli scontri.
Nei momenti di solitudine ricorda il rapporto con il padre, il quale tentava di fargli capire l'inutilità della violenza nello sport.
Pur continuando ad essere perseguitato dal pensiero del giovane ucciso,  trova il modo di iniziare una relazione con Marina, una giovane ragazza che lavora nell'agenzia di scommesse.
Dopo essere stato aggredito e derubato da Bruno, un malavitoso amico di Lucrezia, capo degli ultras della squadra locale, viene da questi ricattato, avendo scoperto che Luca vive sotto falsa identità.
Luca viene raggiunto dal padre, che portandogli la somma richiesta da Bruno, tenta inutilmente di farlo costituire.
Il malavitoso che aveva iniziato periodicamente a trattenere il 90% delle vincite al gioco di Luca, alza la posta, chiedendogli di fare un lavoro per lui e minacciando, in caso di rifiuto, di fare del male a Marina. Questa, nel frattempo lo informa del suo segreto, ossia che il figlio avuto dall'ex marito è morto, e che questo le ha impedito di ricostruirsi una vita. Bruno, nel momento in cui lo informa che il lavoro è l'omicidio di un uomo gli dice che tutto il paese è a conoscenza della vicenda di Marina.
Il giorno dopo Luca si reca insieme a Marina al cimitero in visita alla tomba del figlio, scoprendo che questi è il giovane da lui accoltellato e, dopo averlo confessato a Marina, torna in albergo dove viene raggiunto da Lucrezia, informandola che non farà il lavoro per Bruno e riferendole che lui è l'assassino del figlio.
Poco dopo, viene raggiunto al telefono da Dado, un suo amico ultras che, insieme agli amici ed alla sorella Rachele, si trova in mezzo agli scontri con la tifoseria rivale per una partita di Coppa Italia che si sta svolgendo allo stadio locale e, dopo averli caricati sulla macchina, investe Bruno e Lucrezia, dopo avere evitato di soccorrerlo, si reca da Marina dicendole di raggiungere Luca in albergo.
Luca racconta a tutti quanto gli è successo in questi mesi ma, dopo avere appreso da un quotidiano che un altro tifoso è morto accoltellato e che il responsabile è Dado, decide di costituirsi per porre fine alla vicenda, accollandosi la responsabilità di entrambi gli omicidi ma, una volta giunto in commissariato, viene accoltellato da un tifoso rivale che aveva udito la sua confessione. Dopo la sua morte Marina legge una sua lettera nella quale Luca le confessa la sua fierezza di essere un ultras e le immagini riportano il video di un bambino con la sua maglietta: il loro figlio.